# Красна Поляна (Павловський район)
Красна Поляна (рос. Красная Поляна) — присілок в Павловському районі Ульяновської області Російської Федерації.
Населення становить 79 осіб. Входить до складу муніципального утворення Шаховське сільське поселення.

## Історія
Від 2004 року входить до складу муніципального утворення Шаховське сільське поселення.

## Населення
| 2010 |
| ---- |
| 79   |